# Mesomphalia nudoplagiata
Mesomphalia nudoplagiata is een keversoort uit de familie bladkevers (Chrysomelidae). De wetenschappelijke naam van de soort werd in 1901 gepubliceerd door Spaeth.